# Het euthanasieproces
Het euthanasieproces is een hoorspel van Wim Ramaker. De NCRV zond het uit op zondag 11 februari 1973 (met een herhaling op donderdag 5 maart 1973. De regisseur was Johan Wolder. De uitzending duurde 59 minuten.

## Rolbezetting
- Carol van Herwijnen (de rechter)
- Hein Boele (griffier & de heer S., de verpleegkundige)
- Peter Aryans (de officier van justitie)
- Jaap Wieringa (de advocaat)
- Elsje Scherjon (mevrouw P.)
- Paul van der Lek (de heer P. , echtgenoot van mevrouw P.)
- Els Buitendijk (juffrouw B., de zuster van mevrouw P.)
- Wim Kouwenhoven (de heer G., geneesheer-directeur verpleegtehuis)
- Dries Krijn (de heer K., geneeskundig inspecteur voor de volksgezondheid)

## Inhoud
De eerste belangrijke rechterlijke beslissing inzake euthanasie is genomen door de Rechtbank Leeuwarden in de zaak G.E. Postma-van Boven. Op 19 oktober 1971 diende deze Friese arts haar doodzieke moeder een dodelijke injectie morfine toe. De arts was tot haar daad gekomen nadat haar moeder haar bij herhaling had verzocht een einde aan haar leven te maken. De Rechtbank sprak uit dat levensverkortend handelen gerechtvaardigd kan zijn als aan bepaalde voorwaarden is voldaan (ongeneeslijk ziek door ziekte of ongeval, ondraaglijk lichamelijk of geestelijk lijden, patiënt geeft te kennen het leven te willen beëindigen, ingreep door een arts). Omdat de door de arts gebruikte methode als onjuist werd beoordeeld, werd haar beroep op overmacht verworpen. Ze werd veroordeeld tot een voorwaardelijke gevangenisstraf van een week met een proeftijd van een jaar.